# 47044 Mcpainter
47044 Mcpainter è un asteroide della fascia principale. Scoperto nel 1998, presenta un'orbita caratterizzata da un semiasse maggiore pari a 2,6022833 UA e da un'eccentricità di 0,1588848, inclinata di 13,02222° rispetto all'eclittica.